# Serra da Chela
La Serra da Chela es una cadena montañosa en el centro-sur de Angola. Las montañas, que alcanzan los 2306 metros, se encuentran entre las más altas del país. Es parte de la Gran Escarpa, que separa la meseta de Huíla del interior del desierto de zonas costeras bajas del Namib. La cara de la escarpa es empinada, con varios miles de metros de altura. Al oeste hay algunos inselbergs, los restos de una meseta de una época en que era una zona más extensa. En muchos lugares intransitables, el acantilado es accesible por la carretera que corre de este a partir de Capangombe a Humpata en la meseta.